# Овре, Каиле
Каиле Овре (англ. Kaïlé Auvray; 27 мая 2004, Канны, Франция) — тринидадский, американский и сент-мартенский футболист, полузащитник.

## Карьера
Родился в Каннах в семье французского футболиста и тренера Стефана Овре. Мать игрока — тринидадка. С пяти лет начал заниматься футболом в академии американского клуба «Спортинг Канзас-Сити». В подростковом возрасте вернулся во Францию. Занимался в системе «Лилля». Ему удалось попасть в молодёжную команду «догов», за которую Овре провёл два матча чемпионате Насьоналя 2. Летом 2022 года полузащитник пополнил состав американской «Миннесоты Юнайтед 2», а вскоре он оказался в «Спортинге Канзас-Сити II».
В сентябре 2023 года Овре вместе со своим ровесником и партнером по тринидадской сборной Натаниэлем Джеймсом перешёл в ямайский клуб «Маунт-Плезант».

### В сборной
В 2020 году участвовал в товарищеских матчах юниорской сборной США, затем вызывался в расположение французских юниоров.
29 января 2023 года Каиле Овре в составе сборной Сен-Мартена принял участие в товарищеском матче против сборной Тринидада и Тобаго (0:2). Соперники оценили игру молодого полузащитника, который имел тринидадские корни и не был заигран в официальных матчах за другие сборные. Вскоре Овре был вызван в расположение «соки уорриорз». Дебютировал за неё он 11 марта 2023 года в товарищеском поединке против Ямайки (1:0). В июне вошёл в заявку национальной команды для участия в Золотом кубке КОНКАКАФ.